# قائمة مساجد المملكة المتحدة
تتضمن القائمة التالية بعض المساجد في المملكة المتحدة:
| اسم المسجد               | صورة المسجد | الدولة  | المدينة         | سنة الإنشاء | ملاحظات                                                |
| ------------------------ | ----------- | ------- | --------------- | ----------- | ------------------------------------------------------ |
| مسجد ريجنت بارك          |             | إنجلترا | لندن            | 1977 م      | من أشهر المساجد في العاصمة                             |
| مسجد شرق لندن            |             | إنجلترا | لندن            | 1910 م      | جامع البنغال                                           |
| مسجد الرحمة              |             | إنجلترا | ليفربول         | 1974 م      | يعد أكبر المساجد الثلاثة في ليفربول                    |
| مسجد دزبري               |             | إنجلترا | مانشستر         | نحو 1965 م  | كان المسجد سابقاً كنيسة ميثودية، افتتح للعبادة في 1883م |
| المسجد الجامع (بلاكبيرن) |             | إنجلترا | بلاكبيرن,لانكشر | 1962 م      | أول مسجد في لانكشر                                     |